# کریس جولیانو
کریس جولیانو (انگلیسی: Chris Guiliano؛ زادهٔ ۲۵ ژوئن ۲۰۰۳) شناگر اهل ایالات متحده آمریکا است.
وی در مسابقات کشوری و بین‌المللی در مجموع برندهٔ ۱ مدال طلا، ۲ مدال نقره، ۱ مدال برنز شده است.